# Crisis de 1640

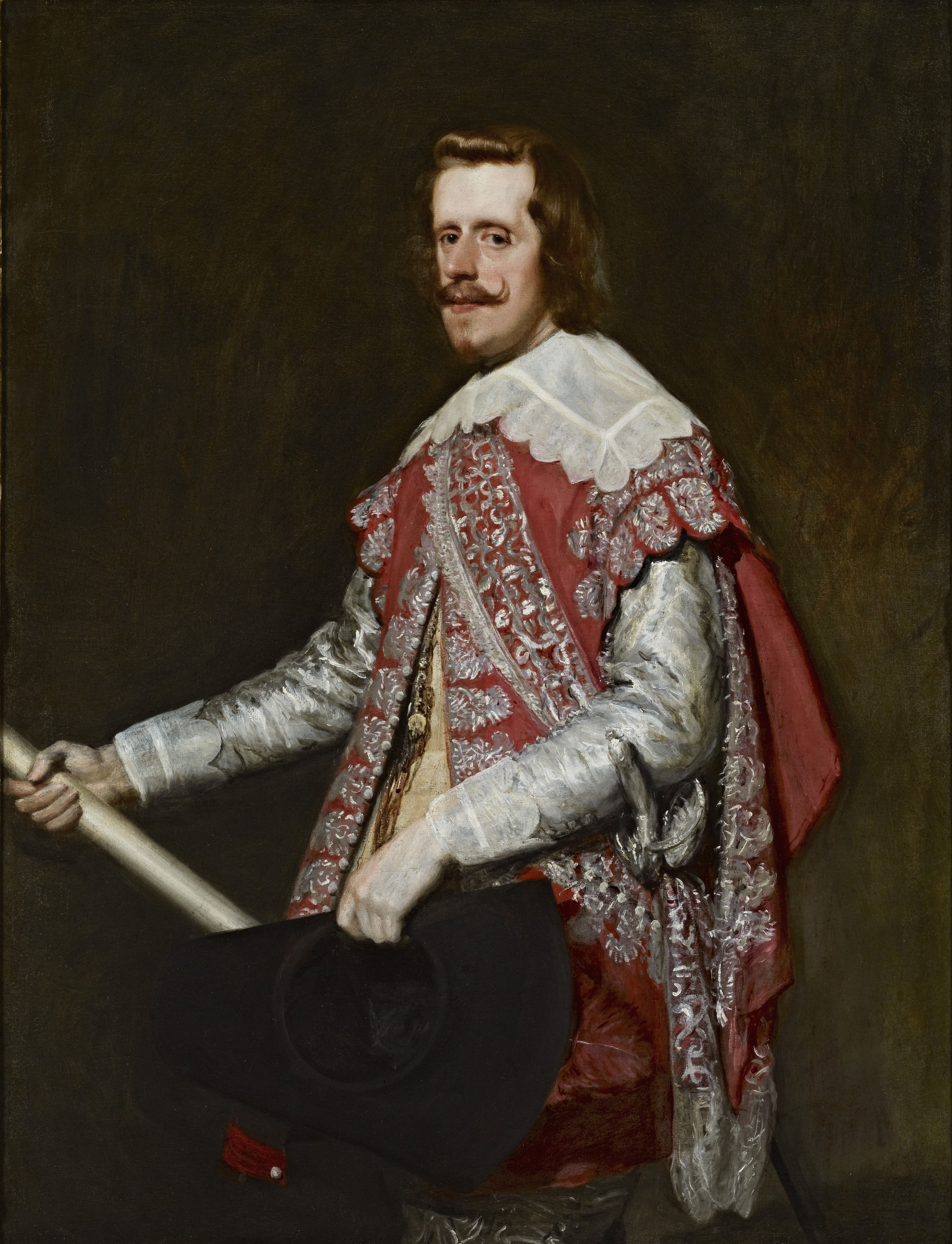
Retrato de Felipe IV de España por Velázquez (1644)

La Crisis de 1640 fue una de las crisis políticas más graves que vivió la Monarquía Hispánica de los Austrias, pues durante este periodo, la soberanía de la misma casa por poco desaparece.  Durante esta etapa se produjo el proceso bélico de secesión del Reino de Portugal. Tuvo lugar durante el reinado de Felipe IV de España y entre sus causas principales se encuentra el proyecto de Unión de Armas propuesto por el valido Conde-Duque de Olivares. Todo ello dentro del contexto de la guerra de los Treinta Años y de la reanudación de la guerra de los Ochenta Años contra los rebeldes de las Provincias Unidas de Holanda y Zelanda.
Esta crisis se enmarca en la que se conoce como crisis del siglo XVII, que afectó particularmente al sur y centro de Europa. La Monarquía Católica de Felipe IV, como otras monarquías compuestas europeas, tuvo que hacer frente a importantes desafíos internos y externos que cuestionaban su estructura política y social. La monarquía francesa era la que estaba en mejor posición para evolucionar, no sin dificultades, al absolutismo, mientras que la inglesa, en momentos no menos terribles (guerra civil inglesa), terminó encontrando una solución más avanzada: la monarquía limitada.

## Antecedentes
En 1580 la Monarquía Hispánica, nacida con los Reyes Católicos en 1479, había incorporado al reino de Portugal, con lo que toda España —en el sentido geográfico que tenía este término entonces— quedó bajo la soberanía de un único monarca, Felipe II. Como advirtió Francisco de Quevedo en España defendida, obra publicada en 1609, «propiamente España se compone de tres coronas: de Castilla, Aragón y Portugal». En cuanto a su estructura interna la Monarquía Hispánica era una monarquía compuesta en la que los «Reinos, Estados y Señoríos» que la integraban estaban unidos según la fórmula aeque principaliter, bajo la cual los reinos constituyentes continuaban después de su unión siendo tratados como entidades distintas, de modo que conservaban sus propias leyes, fueros y privilegios, lo que implicaba que el rey católico no tenía los mismos poderes en sus Estados. Así, mientras en la Corona de Castilla gozaba de una amplia libertad de acción, en los estados de la Corona de Aragón y en Portugal su autoridad estaba considerablemente limitada por las leyes e instituciones de cada uno de ellos. Esto explica que Castilla soportara la mayor carga de los gastos de la Monarquía, pero que también gozara del beneficio de constituir el núcleo central de la misma —por ejemplo, la inmensa mayoría de los cargos eran ocupados por la nobleza castellana y por juristas castellanos— y que quedara adscrita a su Corona el Imperio de las Indias.

### La «decadencia» de Castilla, las necesidades de la guerra y las dificultades de la Hacienda real
A principios del siglo XVII, la situación de Castilla —de donde hasta entonces habían salido los hombres y los impuestos que necesitaron Carlos I y Felipe II para su política hegemónica en Europa— ya no era la misma que la del siglo anterior. Como ha señalado Joseph Pérez, Castilla «se hallaba exhausta, arruinada, agobiada después de un siglo de guerras casi continuas. Su población había mermado en proporción alarmante; su economía se venía abajo; las flotas de Indias que llevaban la plata a España llegaban muchas veces tarde, cuando llegaban, y las remesas tampoco eran las de antes. En comparación con Castilla, las coronas de Aragón y Portugal habían conservado su autonomía interna, protegida por sus fueros y leyes, que limitaban el poder del rey».
La difícil situación de Castilla y la caída de las remesas de metales preciosos de las Indias tuvo una repercusión inmediata en los ingresos de la Hacienda real, cuya crisis se vio agravada en 1618 cuando comenzó la que sería llamada guerra de los Treinta Años y cuando en 1621 expiró la Tregua de los Doce Años con las Provincias Unidas —reanundándose así la guerra de los Ochenta Años—. Esa compleja situación es la que tuvieron que afrontar el nuevo rey Felipe IV y su valido el conde-duque de Olivares.
Durante la guerra de los Treinta Años (1618-1648) la monarquía de Felipe IV tuvo que realizar campañas militares en toda Europa para mantener unido un conjunto territorial disperso y poco cohesionado, de valor estratégico muy dispar (península ibérica, sur de Flandes, media Italia, enclaves entre Francia y Alemania), sin descuidar el imperio ultramarino, a la vez que se seguía una política de prestigio o de «reputación», en defensa de la religión católica y de la rama austriaca de los Habsburgo, lo que explica que no se renovara la Tregua de los Doce Años con Holanda y que se interviniera en la guerra europea en contra de las potencias protestantes y la Francia de Richelieu. Todo ello había que hacerlo en medio del aislamiento internacional que no se conseguía romper a pesar de los intentos de conseguir una alianza con Inglaterra. Tampoco el papa exhibía ninguna simpatía a la Monarquía Católica. Aun así se habían conseguido éxitos notables, como mantener accesible la ruta de los Tercios o «camino español» entre Italia y Flandes (luchas por el enclave estratégico de la Valtellina, 1620-1639).
Pero el esfuerzo bélico que requería la guerra era imposible de mantener para una hacienda sin recursos:
- los ingresos americanos (extracción de metales preciosos estancada o en declive desde finales del siglo XVI, y dependientes del sistema de la flota de Indias, sometido al azar de las tempestades y la presión de piratas y corsarios de las potencias navales emergentes Inglaterra y Holanda;
- los impuestos de la Corona de Castilla (también disminuyendo por la coyuntura de crisis y despoblación y dependientes de unas Cortes que aunque nunca se negaron a conceder fondos, complicaban su concesión y forma de cobro),y que se quejaban de que los demás territorios de la monarquía no contribuían significativamente;
- la venta de jurisdicciones (señoríos), que disminuía el realengo y provocaba la refeudalización y la disminución efectiva del poder real;
- la política monetaria (devaluación de la moneda de vellón);
- la deuda pública (juros), creciente y muy problemática, que condujeron a las sucesivas quiebras de Felipe IV.

### El proyecto de Olivares: el memorial secreto de 1624 y la Unión de Armas

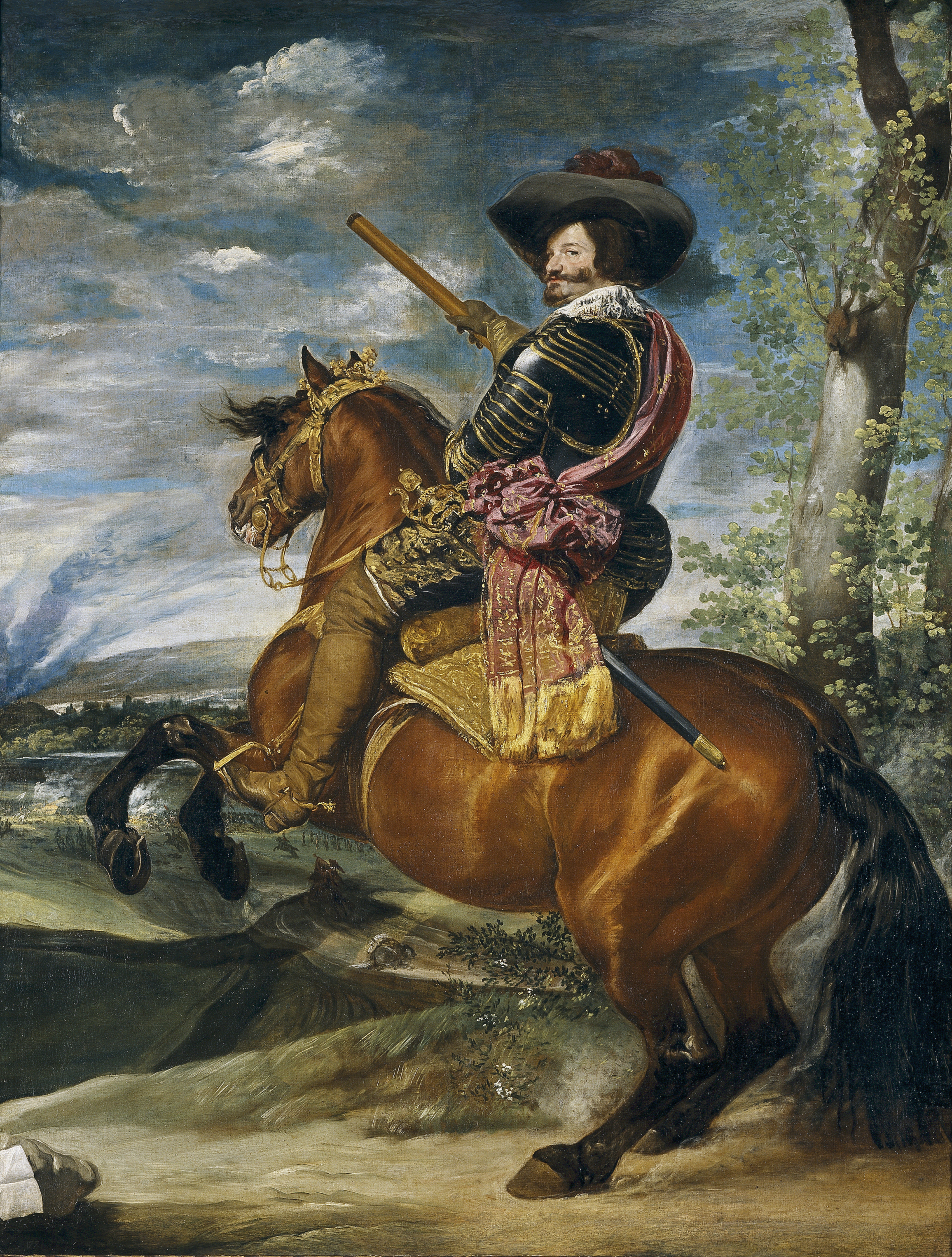
El Conde Duque de Olivares, por Velázquez, 1632. Aparece un valido de gesto decidido en la cúspide de su poder y del de la Monarquía Hispánica, con el bastón de mando militar, en un cuadro que es pendant con uno de composición simétrica del propio rey, ambos en el Museo del Prado.

El proyecto de Olivares, resumido en su aforismo Multa regna, sed una lex, «Muchos reinos, pero una ley», que era sin duda la ley de Castilla, donde el poder del rey era más efectivo que en cualquier «provincia» que mantuviese sus tradicionales «libertades», implicaba modificar el modelo político de monarquía compuesta de los Austrias en el sentido de uniformizar las leyes e instituciones de sus reinos. Esta política fue plasmada en el famoso memorial secreto preparado por Olivares para Felipe IV, fechado el 25 de diciembre de 1624, cuyo párrafo clave decía:

Tenga Vuestra Majestad por el negocio más importante de su Monarquía, el hacerse Rey de España: quiero decir, Señor, que no se contente Vuestra Majestad con ser Rey de Portugal, de Aragón, de Valencia, Conde de Barcelona, sino que trabaje y piense, con consejo mudado y secreto, por reducir estos reinos de que se compone España al estilo y leyes de Castilla, sin ninguna diferencia, que si Vuestra Majestad lo alcanza será el Príncipe más poderoso del mundo.

Como este proyecto requería tiempo y las necesidades de la Hacienda eran acuciantes, el Conde-Duque presentó oficialmente en 1626 un proyecto menos ambicioso pero igualmente innovador, la Unión de Armas, según el cual todos los «Reinos, Estados y Señoríos» de la Monarquía Hispánica contribuirían en hombres y en dinero a su defensa, en proporción a su población y a su riqueza. Así la Corona de Castilla y su Imperio de las Indias aportarían 44.000 soldados; el Principado de Cataluña, el Reino de Portugal y el Reino de Nápoles, 16.000 cada uno; los Países Bajos del sur, 12.000; el Reino de Aragón, 10.000; el Ducado de Milán, 8.000; y el Reino de Valencia y el Reino de Sicilia, 6.000 cada uno, hasta totalizar un ejército de 140.000 hombres. El Conde-Duque pretendía hacer frente así a las obligaciones militares que la Monarquía de la Casa de Austria había contraído. Sin embargo, el conde-duque era consciente de la dificultad del proyecto ya que tendría que conseguir la aceptación del mismo por las instituciones propias de cada Estado —singularmente de sus Cortes—, y éstas eran muy celosas de sus fueros y privilegios.
Con la Unión de Armas Olivares retomaba las ideas de los arbitristas castellanos que desde principios del siglo XVII, cuando se hizo evidente la «decadencia» de Castilla, habían propuesto que las cargas de la Monarquía fueran compartidas por el resto de los reinos no castellanos, aunque nada dijeron de compartir también los beneficios. Unas ideas que cuando empezó la guerra de los Treinta Años fueron también asumidas por el Consejo de Hacienda y el Consejo de Castilla. Este último en una «consulta» del 1 de febrero de 1619 afirmó que las otras «provincias», «fuera justo que se ofrecieran, y aun se les pidiera ayudaran con algún socorro, y que no cayera todo el peso y carga sobre un sujeto tan flaco y tan desuntanciado», en referencia a la Corona de Castilla. Sin embargo, la opinión que tenían los arbitristas y los consejos castellanos sobre la escasa contribución de los estados de la Corona de Aragón a los gastos de la Monarquía no se ajustaba completamente a la realidad, además de que los castellanos sobrestimaban la población y la riqueza de los reinos y estados no castellanos, una idea que también compartía el Conde-Duque de Olivares.

### La oposición de los reinos y estados no castellanos a la Unión de Armas
Mientras en la corte de Madrid la Unión de Armas fue recibida con grandes elogios —«único medio para la sustentación y restauración de la monarquía»—, en los estados no castellanos ocurrió exactamente lo contrario, conscientes de que si se aprobaba tendrían que contribuir regularmente con tropas y dinero, y de que supondría una violación de sus fueros, ya que en todos ellos, como ha señalado Elliott, «reglas muy estrictas disponían el reclutamiento y la utilización de las tropas».
Según Joseph Pérez, la oposición de los estados no castellanos a la Unión de Armas se debió, en primer lugar, a que el cambio que se proponía «era demasiado fuerte como para ser aceptado sin resistencia» por unos «reinos y señoríos que habían disfrutado desde siglo y medio de una autonomía casi total»; y, en segundo lugar, porque «el propósito de crear una nación unida y solidaria venía demasiado tarde: se proponía a las provincias no castellanas participar en una política que estaba hundiendo a Castilla cuando no se le había dado parte ni en los provechos ni en el prestigio que aquella política reportó a los castellanos, si los hubo».
Para la aprobación de la Unión de Armas el rey Felipe IV convocó para principios de 1626 Cortes del Reino de Aragón, que se celebrarían en Barbastro; Cortes del Reino de Valencia, a celebrar en Monzón, y Cortes catalanas, que se reunirían en Barcelona. En las del Reino de Valencia Olivares tuvo que cambiar sus planes y aceptar un subsidio, que las Cortes concedieron de mala gana, de un millón de ducados que serviría para mantener a 1000 soldados —lejos, pues, de los 6000 previstos— que se pagaría en quince plazos anuales —72 000 ducados cada año—. De las Cortes del reino de Aragón obtuvo dos mil voluntarios durante quince años, o los 144.000 ducados anuales con los que se pagaría esa cantidad de hombres —muy lejos también de la cifra de 10.000 soldados prevista por Olivares para el reino de Aragón—. Y en cuanto a las del Principado de Cataluña no se consiguió vencer la oposición de los tres braços y como las sesiones se alargaban sin que se llegara a tratar la Unión de Armas, el rey Felipe IV abandonó precipitadamente Barcelona el 4 de mayo de 1626 sin clausurarlas.
En 1632 Olivares volvió a intentar que las cortes catalanas aprobaran la Unión de Armas o un «servicio» en dinero equivalente y se reunieron de nuevo. Pero éstas aún duraron menos que las de 1626 ya que cuestiones de protocolo —como la reivindicación de los representantes de Barcelona del privilegio de ir cubiertos con sombrero en presencia del rey— y los interminables greuges agotaron la paciencia del rey y de nuevo se marchó sin clausurarlas. Como ha señalado Xavier Torres, el fracaso de estas nuevas cortes sancionó «de hecho, el divorcio entre el monarca —o su valido— y las instituciones del Principado».

## La crisis de 1640
En 1636 la declaración de guerra de Luis XIII de Francia a Felipe IV llevó la guerra a Cataluña dada su situación fronteriza, por lo que, como afirma Xavier Torres, «los catalanes se encontraron, como aquel que dice, con la Unión de Armas en casa».
El Conde-Duque de Olivares se propuso concentrar en Cataluña un ejército de 40.000 hombres para atacar Francia por el sur y al que el Principado tendría que aportar 6.000 hombres. Pronto surgen los conflictos entre el ejército real —compuesto por mercenarios de diversas regiones incluidos los castellanos— con la población local a propósito del alojamiento y manutención de las tropas. Se extienden las quejas sobre su comportamiento —se les acusa de cometer robos, exacciones y todo tipo de abusos—, culminando con el saqueo de Palafrugell por el ejército estacionado allí, lo que desencadena las protestas de la Diputación del General y del Consejo de Ciento de Barcelona ante Olivares.
El Conde-Duque de Olivares, necesitado de dinero y de hombres, confiesa estar harto de los catalanes: «Si las Constituciones embarazan, que lleve el diablo las Constituciones». Así a lo largo de 1640 el nuevo virrey de Cataluña, conde de Santa Coloma, siguiendo las instrucciones de Olivares, adopta medidas cada vez más duras contra los que niegan el alojamiento a las tropas o se quejan de sus abusos. Incluso toma represalias contra los pueblos donde las tropas no han sido bien recibidas y algunos son saqueados e incendiados. El diputado Tamarit es detenido. Los enfrentamientos entre campesinos y soldados menudean hasta que se produce una insurrección general en la región de Gerona que pronto se extiende a la mayor parte del Principado. El 7 de junio de 1640, fiesta del Corpus, rebeldes mezclados con segadores que habían acudido a la ciudad para ser contratados para la cosecha, entran en Barcelona y estalla la rebelión. «Los insurrectos se ensañan contra los funcionarios reales y los castellanos; el propio virrey procura salvar la vida huyendo, pero ya es tarde. Muere asesinado. Los rebeldes son dueños de Barcelona». Fue el Corpus de Sangre que dio inicio a la sublevación de Cataluña. En diciembre se sublevaba el reino de Portugal y en el verano de 1641 se descubría la conspiración del duque de Medina Sidonia en Andalucía. Más tarde surgieron nuevas amenazas en Aragón, Sicilia y Nápoles.

### La sublevación de Cataluña

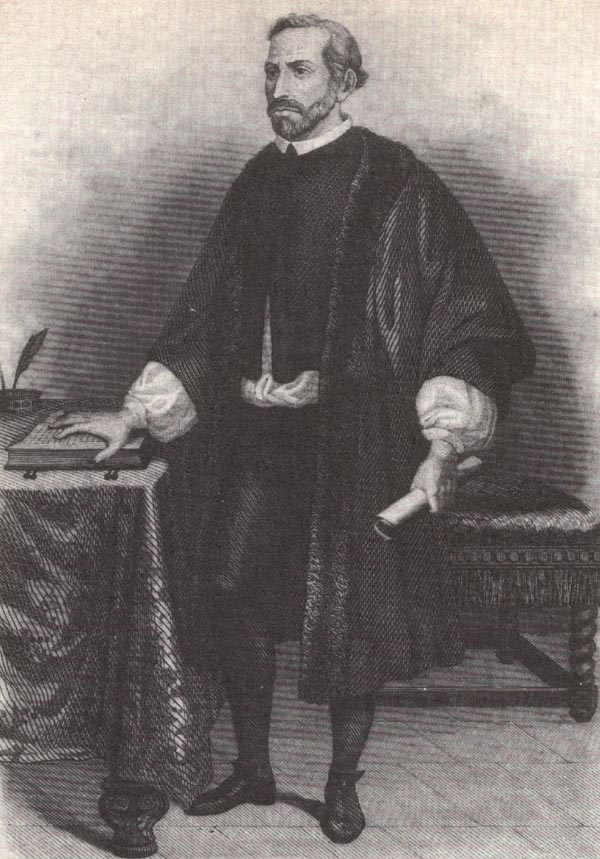
Retrato de Pau Claris, protagonista de la Sublevación de Cataluña de 1640 por liderar a la Diputación del General y poner el territorio catalán bajo la protección y soberanía de Luis XIII de Francia.

La idea de la Unión de Armas propuesta por el conde-duque de Olivares fue inaplicable por la oposición de las Cortes catalanas. A partir de 1636 la guerra llegó a sus propias fronteras, en la que no tendrían más remedio que colaborar las clases dirigentes catalanas (nobleza, clero y patriciado urbano), muy celosas de sus fueros y privilegios y que ya habían sufrido algunos agravios simbólicos por el rey y su valido. Los abusos del ejército sobre la población civil, tan habituales en todas las guerras de la época sin mirar si se efectuaban sobre la propia población o sobre el enemigo, despertaron en el campesinado una conciencia de opresión que originó la Guerra de los Segadores tras el Corpus de Sangre. La Diputación del General acabó por ofrecer su fidelidad al rey de Francia.

### La secesión de Portugal

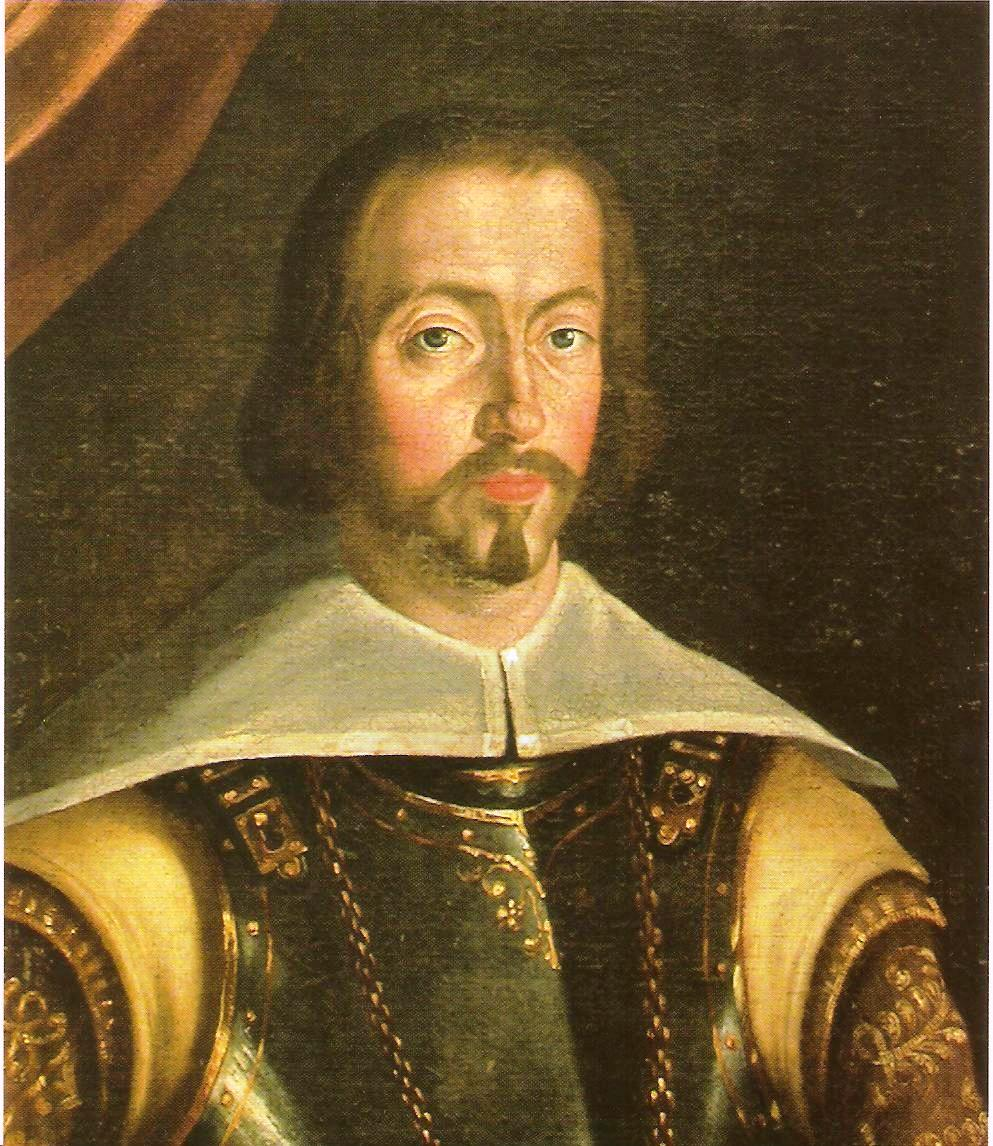
Retrato del Duque de Braganza (1643), futuro Juan IV de Portugal.

La concentración de los escasos esfuerzos de la monarquía en sofocar la revuelta catalana provocó la intensificación de los movimientos conspirativos que en Portugal pretendían la vuelta a una situación de independencia de la que no gozaba desde 1580. La imprudente pero necesaria petición de más impuestos y de apoyo a la nobleza portuguesa para sofocar la revuelta catalana (27 de octubre de 1640) precipitó los hechos y el 1 de diciembre los descontentos proclaman como rey Juan IV de Portugal al duque de Braganza, sostenido por Inglaterra. Conseguirá con poco esfuerzo imponerse a los pocos apoyos de Felipe IV, tanto en el Portugal peninsular como en las colonias (con pocas excepciones, como Ceuta), y consolidarse en el poder.

### La conspiración del Duque de Medina Sidonia en Andalucía
Con poca diferencia de fechas, se detectó y reprimió con eficacia la conspiración del Duque de Medina Sidonia en Andalucía (1641), donde el Duque de Medina Sidonia pretendía establecer un reino separado, sin prácticamente ningún apoyo interior, y con un apoyo exterior que, si es que existió (una posible conexión con Portugal), fue irrelevante. Medina-Sidonia es encarcelado y Ayamonte ejecutado.

### La conspiración del Duque de Híjar en el reino de Aragón
El Duque de Híjar protagonizó, junto con un personaje llamado Carlos Padilla (identificado como francófilo convencido), un intento similar en Aragón, unos años más tarde, en 1648. Ambas (la de Medina Sidonia y la de Híjar) han sido caracterizadas como una muestra de oportunismo de los aristócratas, similar al de la nobleza francesa de la época (La Fronda).

### Rumores de secesión del Reino de Navarra
A raíz de estos rumores secesionistas en el verano de 1648 encarcelan en Madrid a Miguel de Iturbide, político baztanés muerto en la cárcel de Santorcaz por considerarle el cabecilla de una conjuración separatista en Navarra.

### Traición de D. Pedro Velaz de Medrano
También en 1648 este marino que había dirigido la Armada de Barlovento se pasa a los franceses y amenaza con una flota corsaria las naves españolas en el Caribe en los años siguientes. El origen navarro de su linaje también hizo circular rumores de que podía pretender sublevar Navarra.

### Las revueltas de Nápoles y Sicilia

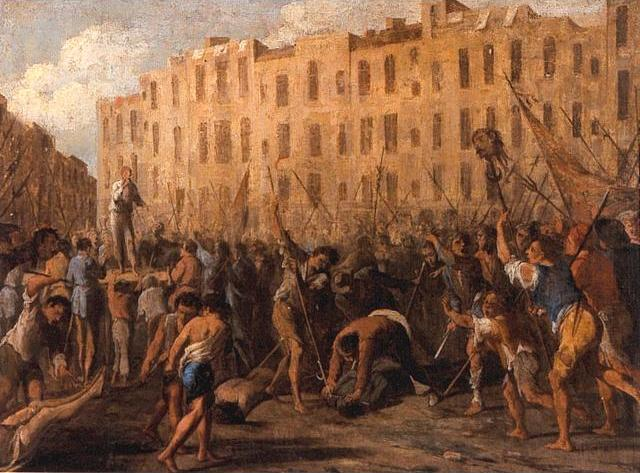
El asesinato de Don Juan Carafa (1647), durante la revuelta antiespañola en el Virreinato de Nápoles.

Más graves consecuencias podría haber tenido la revuelta llamada antiespañola de Nápoles (1647), movimiento popular con características de motín de subsistencia liderado por el pescador Masaniello. El apoyo inicial de algunos sectores de la nobleza y patriciado urbano duró poco al quedar claro que la mejor defensa de su situación privilegiada era el propio Felipe IV y las tropas españolas que, al mando de don Juan José de Austria, hijo natural del rey, entraron en la ciudad de Nápoles en febrero de 1648. En Sicilia, donde había estallado una revuelta similar, sucederá lo mismo en septiembre de 1648.

## Consecuencias

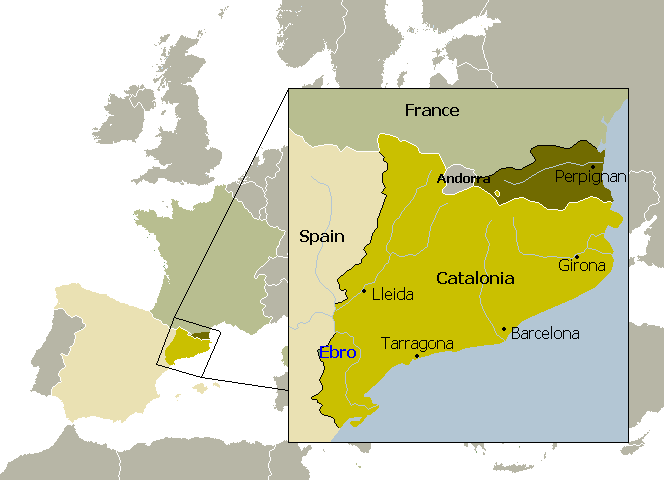
Partición de Cataluña consecuencia del Tratado de los Pirineos (1659), con la parte cedida al Reino de Francia coloreada en oscuro.

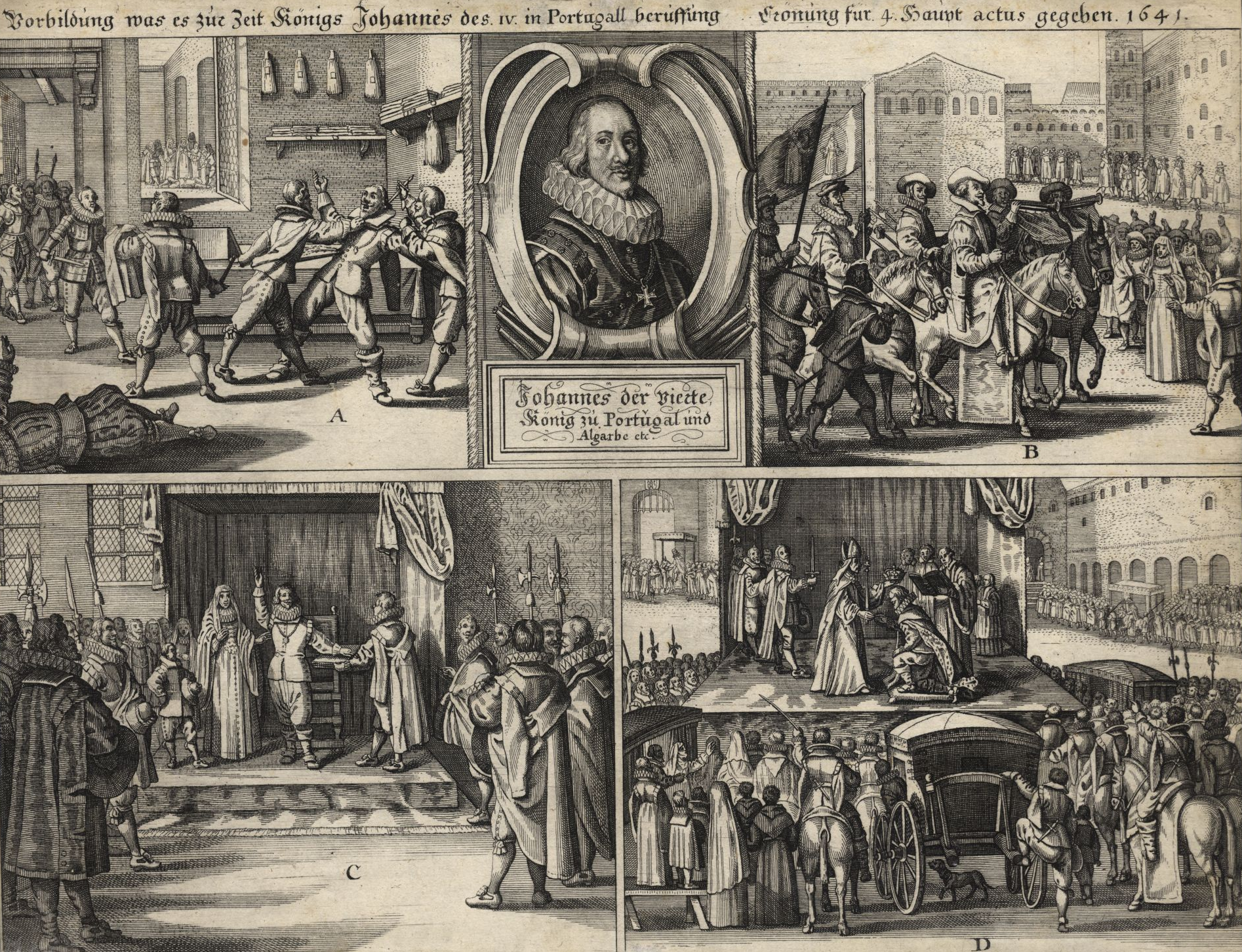
Escenas de la Guerra de Independencia Portuguesa y la proclamación de Juan IV como rey de Portugal.

La guerra en Europa no fue bien: ya se había perdido la batalla naval de las Dunas (1639) y se perderá la batalla de Rocroi (1643). El Tratado de Westfalia (1648) puso fin a la guerra en Centroeuropa y modernizó la diplomacia europea, haciéndola más realista y menos dependiente de la religión. Los Habsburgo de Viena sobreviven. La monarquía católica tiene que resignarse a todo. Se reconoce la independencia de Holanda (tras ochenta años de guerra con el paréntesis de la tregua de los doce años concedida por Felipe III), como más tarde se reconocerá la de Portugal (1668). La guerra con Francia continuó, pero la situación en Cataluña evolucionó favorablemente a los intereses de los Austrias, aunque la paz de los Pirineos (1659) significó la partición del territorio catalán, mientras su parte principal volvía a la situación anterior a 1640, pues se respetaron los fueros tradicionales.
A pesar de que podía haber sido aún peor, los más de cien años de hegemonía española en Europa pasaban a la historia. Quedaba patente la Decadencia española que muchos contemporáneos (incluso el mismo Olivares) denunciaban desde principios del XVII. Escaso consuelo eran para un pueblo exhausto los artificiosos lujos barrocos que simultáneamente triunfaban en el arte y la literatura del Siglo de Oro. Eso sí, quedó a salvo la pureza de la fe en toda la Monarquía católica.
A principios de 1643 Felipe IV autorizaba al Conde-Duque de Olivares a que se retirara a sus tierras. Se constataba así el fracaso de «una política audaz de integración hispánica que acabó en un desastre casi total» y que «estuvo casi a punto de hundir la monarquía [de Felipe IV]».